# Konstantin Korovin
Konstantin Alekseyevich Korovin (em russo:  Константи́н Алексе́евич Коро́вин (Moscou, 5 de dezembro de 1861 - Paris, 11 de setembro 1939) foi um pintor russo, o mais famoso impressionista de seu país.

## Vida pessoal
Konstantin nasceu em Moscou, em 1861, de uma família de comerciantes oficialmente registrada como "camponeses de Vladimir". Seu pai, Aleksey Mikhailovich Korovin, tinha nível universitário e era mais interessado em artes e música do que nos negócios da família, estabelecido pelo avô de Konstantin. Seu irmão mais velho, Sergei Korovin, foi um grande pintor do realismo russo. Outro parente, Illarion Pryanishnikov, foi um proeminente artista, professor na Escola de Pintura, Escultura e Arquitetura de Moscou.
Em 1875, Konstantin ingressou na Escola de Pintura, Escultura e Arquitetura de Moscou, inicialmente matriculado no programa de arquitetura, estudando com Vasily Perov e Alexei Savrasov. Seu irmão Sergei já era aluno da instituição. Em seus anos de estudante, Konstantin rapidamente fez amizade com Valentin Serov e Isaac Levitan, com quem manteria relação próxima por toda a vida.
De 1881 a 1882, Konstantin estudou na Academia Imperial de Artes, em São Petesburgo, mas algo o desapontou e o fez voltar para sua antiga instituição, de onde saiu em 1886. Em 1885, ele viajou para Paris e pela Espanha, onde teve contato com pintores impressionistas, o que lhe causou uma grande impressão e influência.

## Carreira
Polenov apresentou Konstantin aos artistas da Colônia Abramtsevo, um importante centro artístico do século XIX, como Viktor Vasnetsov, Apollinary Vasnetsov, Ilya Repin e Mark Antokolsky. A paixão do grupo por estilizar temas russo foi refletido na arte de Konstantin, como no caso do quadro A Northern Idyll. Em 1885, trabalhou com Savva Mamontov em uma casa de ópera, na criação da decoração do palco para a ópera Aida, de Giuseppe Verdi, Carmen, de Georges Bizet e Lakmé, de Léo Delibes.[carece de fontes?]
Konstantin viajou por toda a Europa, tendo exposto trabalhos em várias cidades, fato que influenciou enormemente sua arte, Paris sendo a principal delas, com vários quadros retratando o cotidiano e as pessoas da cidade. Começou no estilo impressionista, seguindo para o Art Nouveau. Em 1890, tornou-se membro do Mir iskusstva. Sua segunda viagem, agora com Valentin Serov, em 1894, coincidiu com a construção da linha de trem de Severnaya, no norte da Rússia. A viagem de trem deu a Konstantin a oportunidade de pintar diversas cenas campestres e paisagens pastoris, como Norwegian Port, St. Triphon's Brook in Pechenga, Hammerfest: Aurora Borealis e The Coast at Murmansk. Seus quadros desta época são conhecidos pelas pinceladas suaves em tons de cinza.
Com o material criado durante a viagem, Konstantin idealizou o pavilhão Far North, na Exposição "All Russia", de 1896, em Nizhny Novgorod. Ele também pintou dez grandes telas para o pavilhão, com várias cenas da vida cotidiana dos povos das regiões árticas. Com o fim da exposição, as telas foram realocadas para o Terminal de Yaroslavsky, em Moscou, obras que foram restauradas nos anos 1960 e transferidas para a Galeria Tretyakov. Em 1900, ele foi o responsável pela criação da Ala da Ásia Central, para o pavilhão do Império Russo, na Exposição Universal de 1900, em Paris, recebendo a Ordem Nacional da Legião de Honra do governo francês por seu empenho.
No começo do século XX, sua atenção se voltou para o teatro, trabalhando com figuração e cenários em óperas e balés. Em 1905, tornou-se professor de pintura, lecionando na mesma escola onde se formou. Durante a Primeira Guerra Mundial, Konstantin trabalhou como consultor de camuflagem para o Exército Russo, sendo constantemente visto no front de batalha. Após a Revolução de Outubro, ele continuou com seu trabalho no teatro, trabalhando em várias óperas, como O Quebra-Nozes, de Tchaikovsky (1918–1920).[carece de fontes?]
Em 1923, mudou-se para Paris aconselhado pelo comissário de educação, Anatóli Lunatcharski, para tentar curar seu problema cardíaco e para auxiliar seu filho, acidentado. Deveria ter havido uma grande exposição de seus trabalhos na cidade, mas as obras foram roubadas, deixando-o sem dinheiro. Por vários anos, ele produziu quadros em série de paisagens russas e boulevards parisiense apenas para poder ter com o que comer.

## Morte
Em seus últimos anos, Konstantin trabalhou no cenário de vários teatros da Europa, pelas Américas, Ásia e Austrália. Konstantin Korovin faleceu em Paris, em 11 de setembro de 1939. Seu filho, Alexey Korovin (1897–1950), também foi um grande artista. Devido a um acidente na infância, precisou ter os dois pés amputados e acabou se suicidando em 1950.

## Galeria

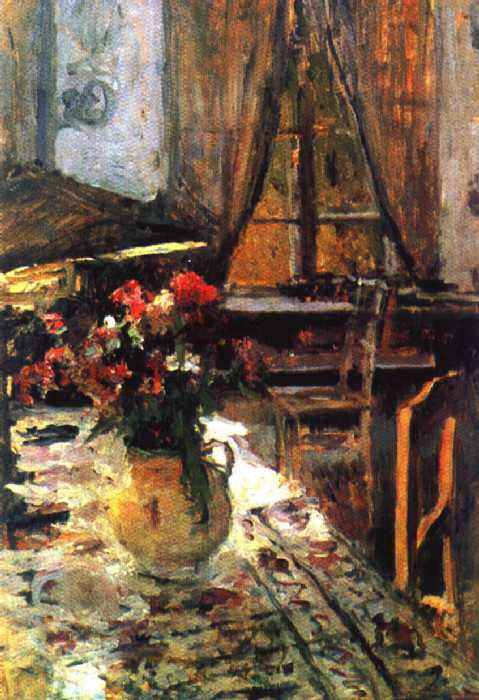
Twilight in a Room. 1880s
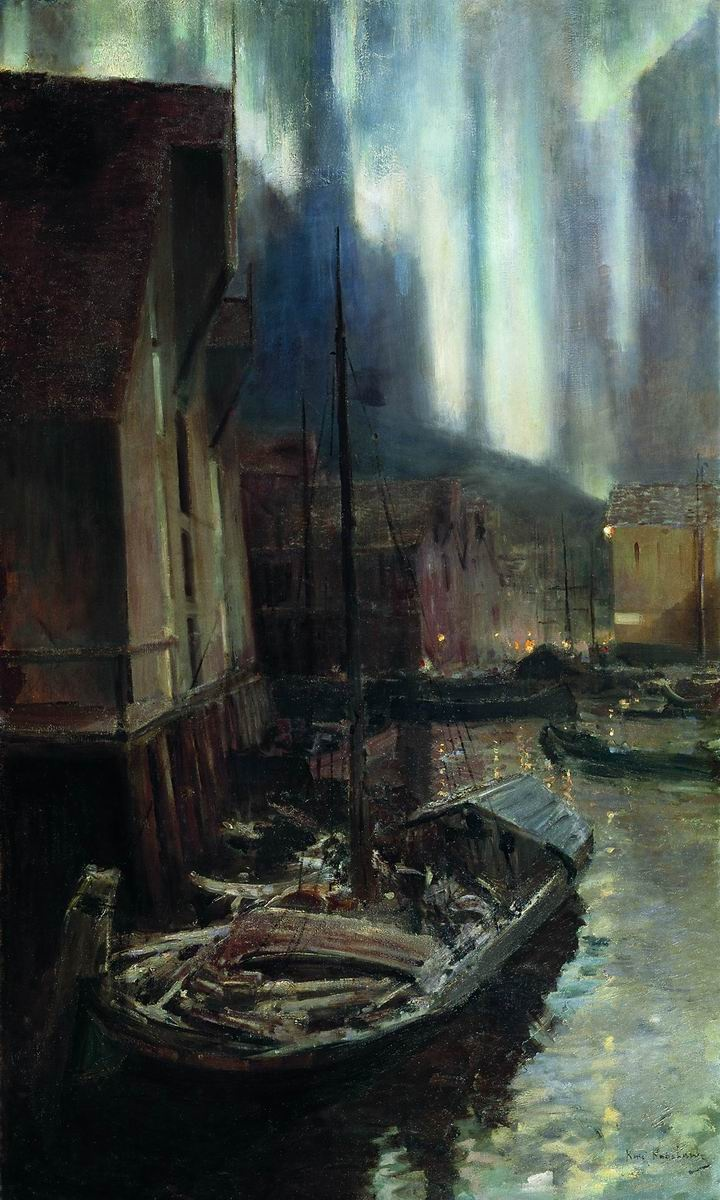
Hammerfest: Aurora Borealis. 1894–1895
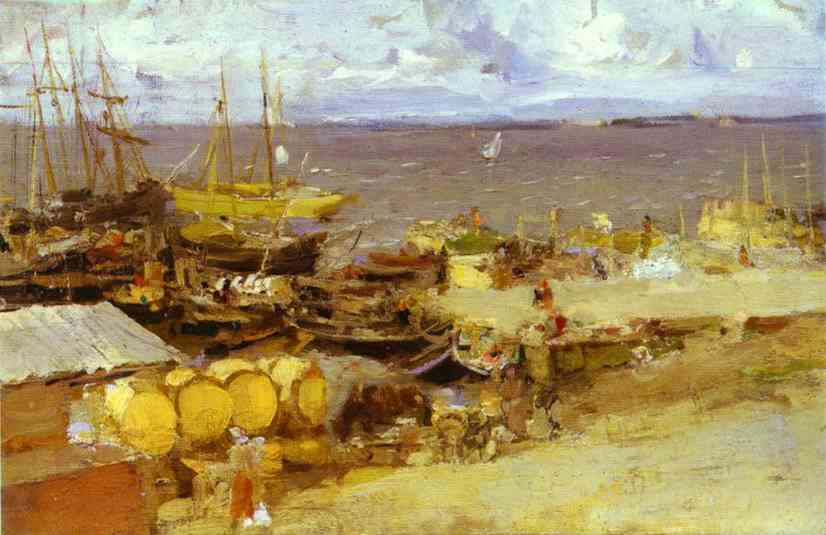
Arkhangelsk Port on the Dvina. 1894
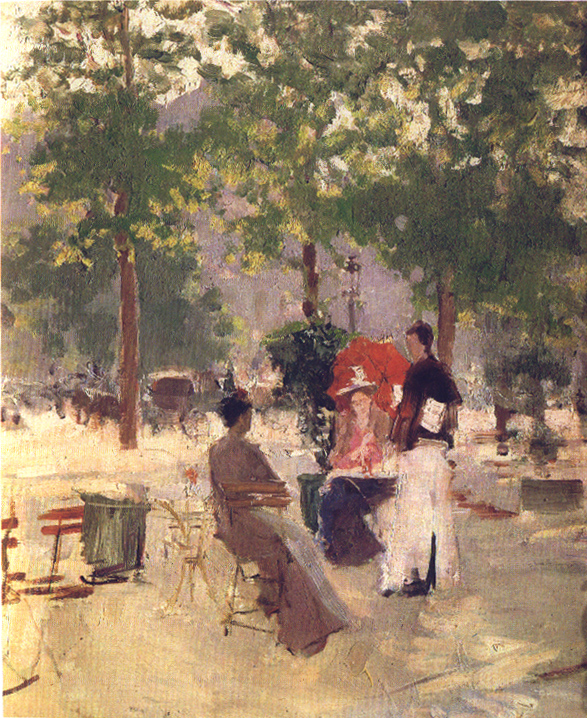
Parisian Cafe. Late 1890s
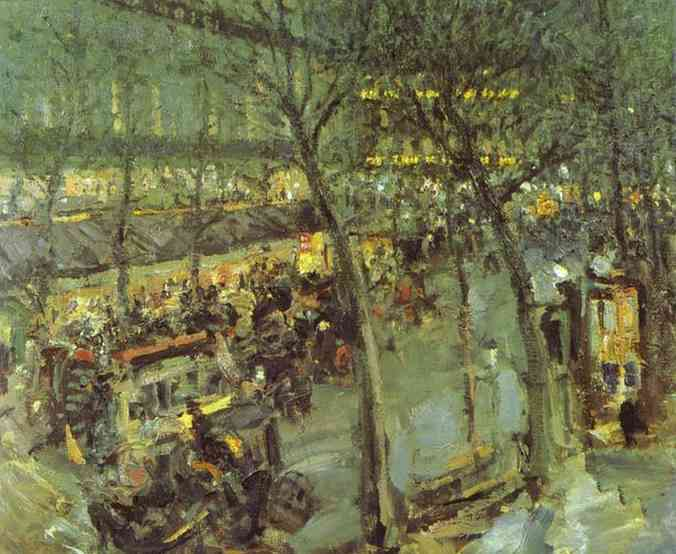
Paris. Café de la Paix. 1906
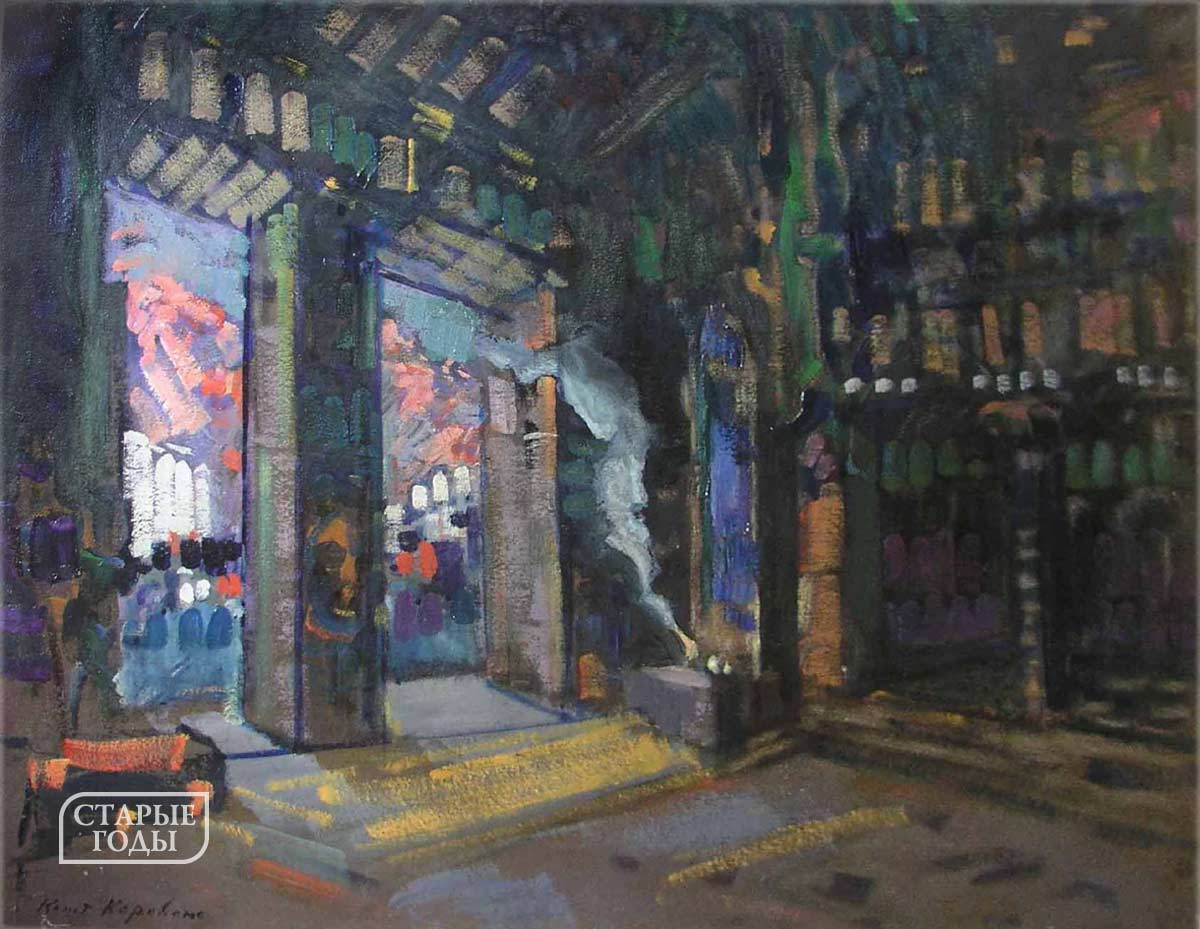
Theatrical Composition. 1910s
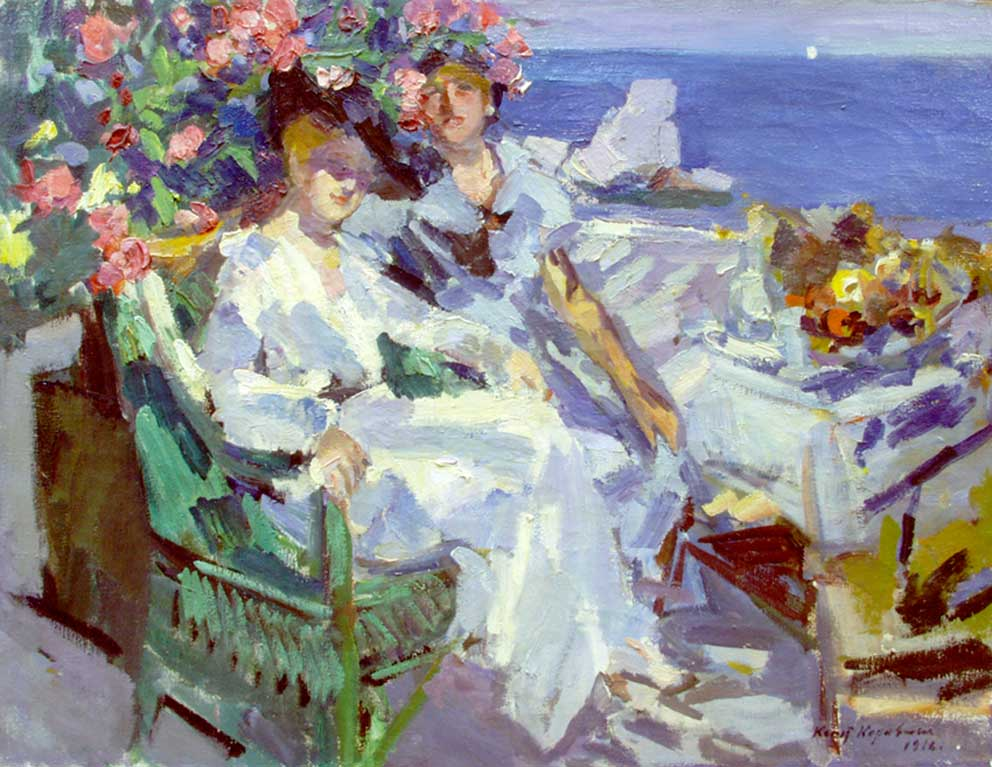
Two Ladies on a Terrace. 1911
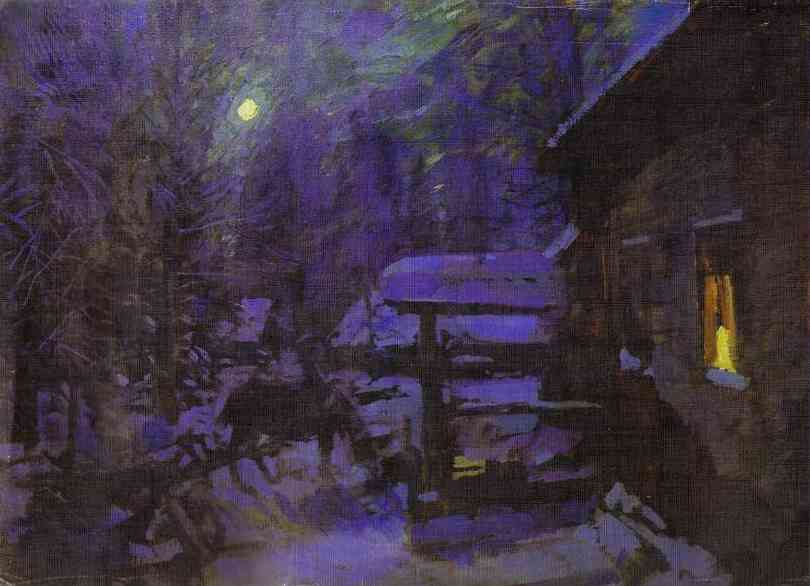
Moonlit Night, Winter. 1913
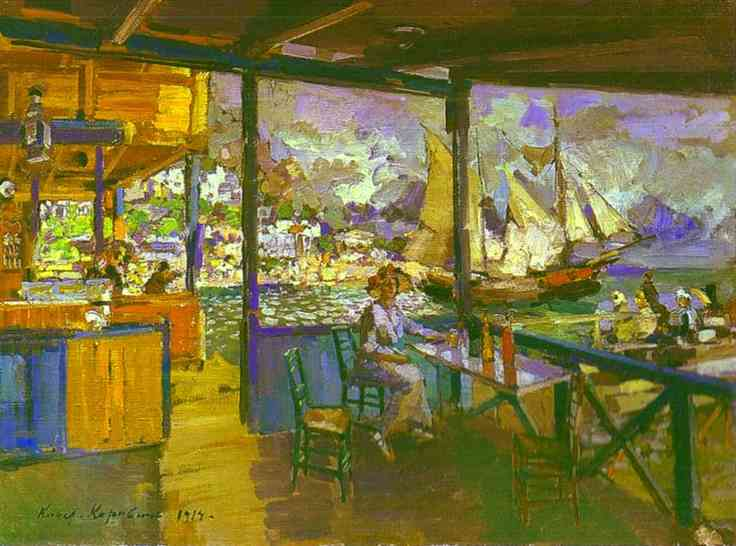
Pier in Gurzuf. 1914
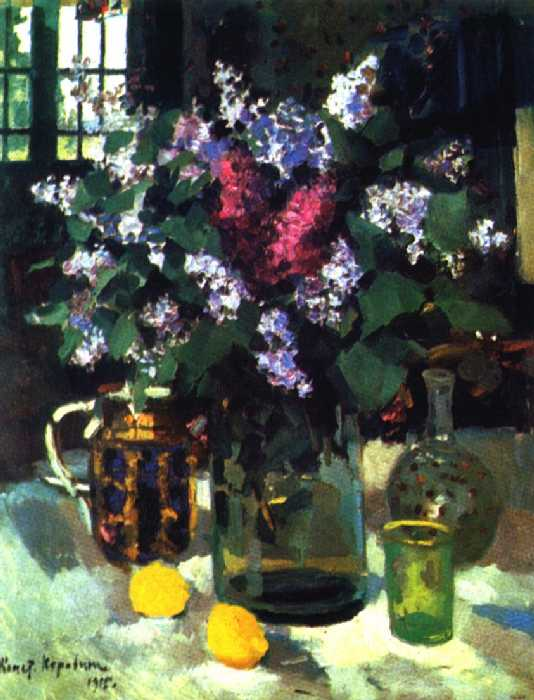
Lilac. 1915
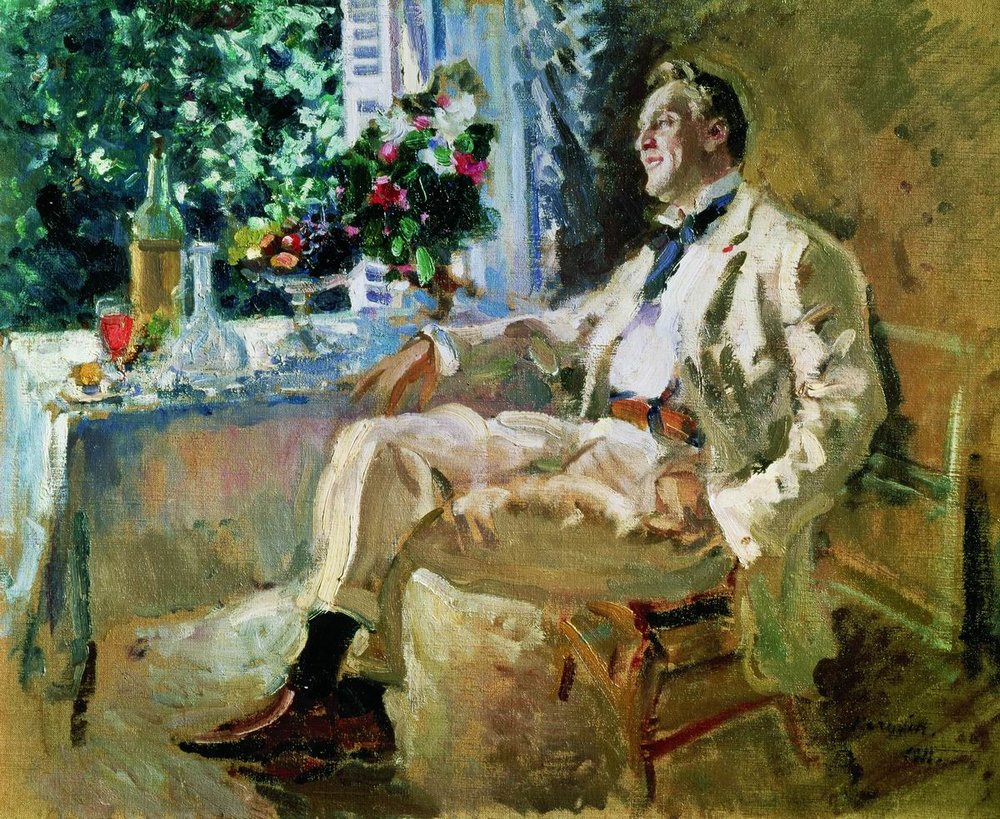
Feodor Chaliapin. 1915
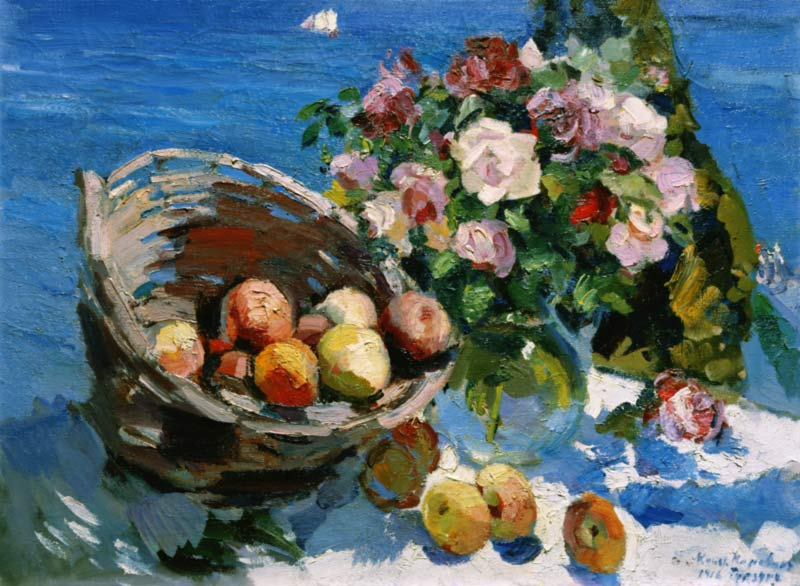
Gurzuf. 1916
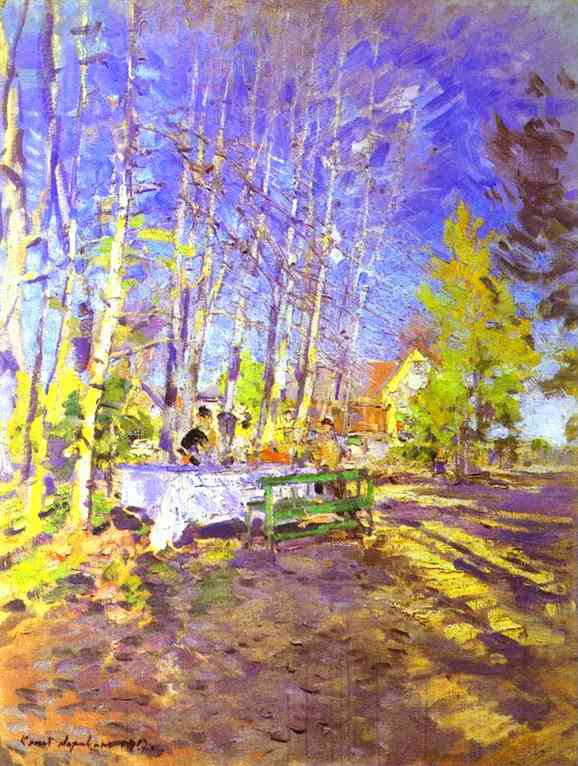
Spring. 1917
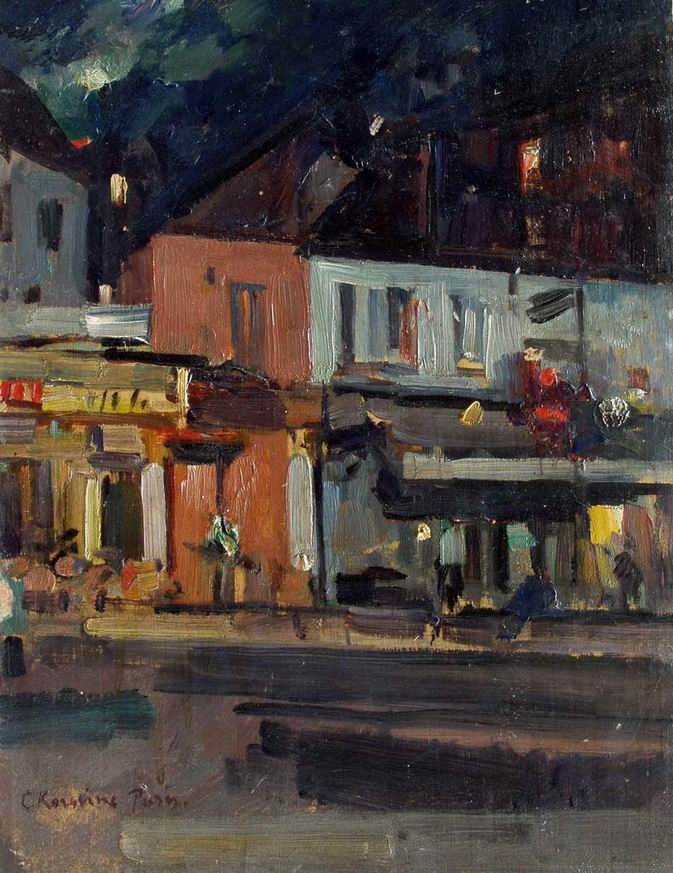
Moonlit Night. Paris. 1929
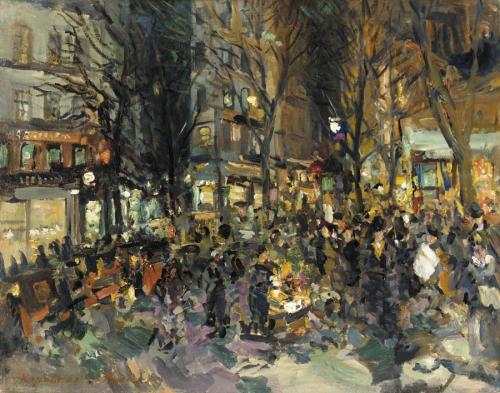
Parisian Street Scene